# Siemens-Schuckert D.I
Il Siemens-Schuckert D.I fu un aereo da caccia monomotore, monoposto e biplano, sviluppato dall'azienda aeronautica tedesco imperiale Siemens-Schuckertwerke GmbH negli anni dieci del XX secolo.

## Storia del progetto
Il Siemens-Schuckert D.I deriva dallo studio effettuato su un francese Nieuport 11 catturato dai tedeschi durante la prima guerra mondiale. Dopo l'inferiorità tecnica dimostrata in combattimento dai modelli Fokker Eindecker, il governo riuscì ad avere a disposizione i velivoli francesi che vennero inizialmente riprodotti fedelmente dall'azienda tedesca.

## Impiego operativo
Il modello venne inizialmente inviato, in modeste quantità, come equipaggiamento degli Jagdgeschwader, i reparti da caccia della Luftstreitkräfte, gli Jasta da 1 a 5, 7, 9, 11 e 14, tutti dislocati sul fronte occidentale.

## Versioni
D.I
modello di produzione in serie.
D.Ia
prototipo, velatura e carrello d'atterraggio leggermente modificati, con la prima portata a 15,7 m², realizzato in un solo esemplare.
D.Ib
prototipo, velatura nuovamente modificata con area portata a 19,2 m² ed equipaggiato con un motore Sh.I ad alta compressione capace di 140 PS, realizzato in due esemplari.

## Utilizzatori
Germania
- Luftstreitkräfte